# Bundesstraße 325
Pour les articles homonymes, voir Route 325.
La Bundesstraße 325 est un projet de Bundesstraße dans le Land de Hesse.

## Parcours
La route doit commencer par réaffecter la L 3176 au croisement avec la Bundesstraße 27 à Hünfeld-Süd et se terminer à l'embranchement autoroutier Hünfeld/Schlitz sur la Bundesautobahn 7. La section anciennement connue sous le nom de L 3176 s'étend vers l'ouest à travers la plaine connue sous le nom de "Buchfinkenland". La route passe par les quartiers de Sargenzell et Rudolphshan. Oberrombach est le seul endroit traversé.

## Histoire
Le 27 juin 2019, lors de la réunion des conseillers municipaux de Burghaun, la résolution est adoptée à une large majorité, avec Hünfeld, de dédier la L 3176 entre la jonction de la B 27 Hünfeld-Süd et l'A 7 comme la Bundesstraße 325 vers le centre-ville de Hünfeld pour se connecter à l'A 7 et pour réaliser une identification de Burghaun et des zones commerciales de Hünfeld et Burghaun à partir de l'A 7. On suit ici argumentativement la jonction avec les B 323 et B 324. De plus, le tronçon en question est d'intérêt national avec plus de 1,5 million de véhicules par an en desserte directe pour l'ouest de la Thuringe, notamment l'Amt de Geisa.